# Classe Akizuki (cacciatorpediniere 1942)
La classe Akizuki (秋月型駆逐艦?, Akizukigata kuchikukan), meno nota con la designazione di Type B  (乙型?, Otsu-gata), era costituita da dodici cacciatorpediniere di squadra e appartenne alla Marina imperiale giapponese.
Navi contraeree bilanciate e solide, equipaggiate con cannoni da 100 mm ultimo modello e con macchine robuste e ben collaudate, avrebbero dovuto costituire il grosso del naviglio silurante assegnato alla flotta di portaerei nipponiche: in realtà i cantieri giapponesi soddisfecero solo una minima parte dei grossi ordini e, per di più, lungo un arco di ben tre anni. Gli Akizuki cominciarono ad apparire in prima linea nell'estate 1942 e furono presto impiegati in battaglia anche singolarmente, date le loro caratteristiche; ma dopo la perdita del Teruzuki a fine anno e del Niizuki nella battaglia del Golfo di Kula (5-6 luglio 1943) i giapponesi ne fecero un utilizzo più cauto e li organizzarono in due divisioni, la 41ª e la 61ª. Come altri cacciatorpediniere imperiali furono man mano arricchiti nelle dotazioni contraeree con numerosi cannoni automatici da 25 mm, incrementarono a una settantina le bombe di profondità e, inoltre, furono i primi a montare dei radar già in cantiere. Cionondimeno, ben quattro esemplari furono distrutti nell'ottobre-novembre 1944, due dei quali lo stesso giorno, il 25 ottobre 1944 (l'ultimo della battaglia del Golfo di Leyte): il capoclasse Akizuki saltò in aria, il gemello Hatsuzuki accettò lo scontro in solitaria contro numerose navi statunitensi e affondò con pressoché l'intero equipaggio. Il Suzutsuki fu malridotto per due volte da attacchi di sommergibili e, schierato nell'operazione Ten-Go (6-7 aprile 1945), rischiò di esplodere: sopravvisse, ma in un tale stato di devastazione che non fu riparato. Gli ultimi quattro esemplari furono approntati nell'inverno-primavera 1945 e non uscirono mai dalle acque metropolitane giapponesi, finendo come bottino di guerra per gli Alleati occidentali, l'Unione Sovietica e la Repubblica cinese.

## Progetto
Dopo la denuncia unilaterale dei trattati navali internazionali nel 1936, l'Impero giapponese intraprese intensivi programmi di riarmo navale che, naturalmente, interessarono anche i cacciatorpediniere. Lo stato maggiore generale della Marina imperiale ordinò navi di importante dislocamento, equipaggiate con sei pezzi da 127 mm Type 3 e otto tubi lanciasiluri da 610 mm in due impianti e pensate per il combattimento di superficie. Si trattava di un rifinimento e miglioramento dell'archetipica classe Fubuki o "Tipo speciale"  (特型?, Tokugata) e, pertanto, ricevette la nuova denominazione di "Type A"  (甲型?, Kō-gata): il progetto si concretizzò nelle classi Kagero e Yugumo, molto simili tra loro.
A complemento di queste navi, sempre sullo scorcio degli anni trenta lo stato maggiore navale ordinò lo studio di cacciatorpediniere indicati come "Type B"  (乙型?, Otsu-gata) e pensati per fungere da pure unità contraeree nello schermo difensivo delle portaerei di squadra; l'ufficio tecnico progettò vascelli su linee del tutto nuove, riuniti sotto il nome di classe Akizuki. Poiché erano stati selezionati i recenti cannoni Type 98 da 100 mm (eccellenti armi antiaeree) sistemati in quattro torri binate, due a prua e due a poppa, rispetto ai Type A gli scafi furono allungati di 15 metri e il dislocamento fu accresciuto di 711 tonnellate: in questo modo furono assicurate stabilità e sufficiente spazio per le armi principali. Migliorie riguardarono la sistemazione interna degli apparati motori, suddivisi in una sala caldaie e in una sala turbine separate da paratie, allo scopo di incrementare la resistenza ai danni. Le macchine in sé erano le medesime dei Type A, ma gli scarichi furono convogliati in un unico, massiccio fumaiolo a mezzanave, cui faceva da contraltare una compatta torre di comando. Gli ufficiali superiori, però, vollero che non si rinunciasse del tutto al potere offensivo silurante e gli Akizuki reintrodussero una singola bancata di quattro tubi da 610 mm. Infine fu abbandonata la tipica prua con profilo a "S" allungata, peculiarità di tutti i cacciatorpediniere nipponici dalla classe Minekaze in avanti, per una diritta, incidente ad angolo acuto con la superficie marittima. La classe fu considerata la migliore del suo genere nella Marina imperiale.

## Caratteristiche tecniche

### Scafo e dotazioni
I cacciatorpediniere tipo Akizuki presentavano una lunghezza tra le perpendicolari di 126 metri, alla linea di galleggiamento di 132 metri e una lunghezza fuori tutto di 134,22 metri. La larghezza massima dello scafo ammontava a 11,58 metri e il pescaggio era pari a 4,11 metri. Il dislocamento standard era pari a 2744 tonnellate e le prove in mare furono condotte con un dislocamento di 3485 tonnellate; a pieno carico la classe arrivava a 3759 tonnellate. All'entrata in servizio l'equipaggio di ogni nave era formato da 290 uomini tra ufficiali, sottufficiali e marinai che, nel corso delle ostilità, aumentò fino a circa 330 effettivi. Una fonte elettronica parla invece di 263 uomini, senza menzionare eventuali incrementi successivi.
Lo scafo ospitava quattro lance di salvataggio in fasciame sulla destra e a babordo della torre di comando e del fumaiolo: ciascuna era appesa a un proprio argano. Le alberature consistevano in un albero prodiero tripode, sito tra la torre di comando e il fumaiolo, e in un albero di maestra tripode di altezza inferiore, che si elevava dal basso castello di poppa, contenente l'alloggiamento dei siluri di ricarica e sistemato dietro alla torretta sopraelevata di poppavia. Al centro dello scafo, tra il fumaiolo e l'apparato lanciasiluri, era stata inchiavardata una piattaforma ospitante un radiogoniometro; un proiettore da ricerca da 90 cm era sistemato in una piazzola sopraelevata a poppavia dei tubi lanciasiluri, a destra dell'alloggiamento delle ricariche.

### Impianto propulsivo
L'apparato motore degli Akizuki era identico a quello della classe precedente. Si componeva di tre caldaie Kampon e di due turbine a ingranaggi a vapore Kampon; a queste erano vincolati due alberi motore dotati di elica. Due caldaie erano accoppiate ed erano state sistemate in testa, seguivano la terza caldaia e infine le turbine, affiancate in senso longitudinale allo scafo. L'unica differenza risiedeva nei condotti di scarico, tutti convogliati in un imponente fumaiolo inclinato che si ergeva dietro la torre di comando. Il modello Kampon in uso era modificato e costruito, ove possibile, con leghe leggere, oltre a beneficiare di un'attenta analisi delle guarnizioni per far sì che bolle d'aria o lubrificanti non si mischiassero con l'acqua; fu così possibile adoperare senza problemi vapore surriscaldato ad alta pressione. Questa serie di interventi si tradussero in una pressione di 426 psi (30 kg/cm²) e in una temperatura di 662° F (350 °C). Ciò permise una potenza totale di 52000 shp e in generale un miglior funzionamento delle componenti; la velocità massima era però calata a 33 nodi, o 62,7 km/h, a causa del maggiore ingombro dei vascelli. L'impianto era alimentato a olio combustibile, la cui riserva di bordo ammontava a 1115 tonnellate, e permetteva di percorrere 8300 miglia nautiche alla velocità di crociera di ben 18 nodi (15372 chilometri a 34,2 km/h).

### Armamento

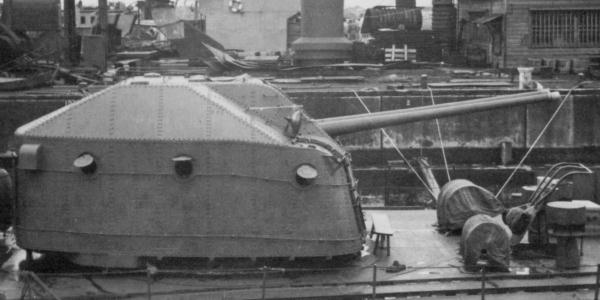
La caratteristica torretta modello A con due cannoni Type 98 da 100 mm

Gli Akizuki erano sostanzialmente nati attorno ai nuovi cannoni che ne formavano l'armamento principale. Si trattava di otto pezzi Type 98 da 100 mm L/65, distribuiti in quattro torrette modello A – più precisamente si trattava di quattro affusti completamente chiusi e forniti di una corazzatura leggera. Due torri sovrapposte si trovavano tra la torre di comando e la prua, la seconda coppia si ergeva tra la poppa e il castello di poppa. Il Type 98 sparava un proietto pesante 28 chili alla velocità iniziale di 1000 m/s, con una gittata contraerea massima di 13000 metri ad alzo massimo (90°); a 45° d'alzo la gittata massima raggiungeva i 19500 circa e, pertanto, il Type 98 era più performante sia dei vecchi Type 3 da 127 mm L/50, sia dei Mark 12 paricalibro statunitensi, oltre a godere di una cadenza di tiro di quindici o anche venti colpi al minuto. Il cannone si confermò un'arma molto ben riuscita, equilibrata e potente: l'unico difetto riscontrato fu la modesta vita operativa delle canne, limitata a circa 360 spari e dovuta all'elevato attrito dei proietti. La torre modello A era anch'essa di nuova progettazione, totalmente differente dalla precedente serie di installazioni. Pesante 34,5 tonnellate, era vincolata a un motore elettrico che dava potenza a un meccanismo elettroidraulico, mediante il quale si controllavano brandeggio e alzo; ciascuna delle quattro torrette aveva propri dispositivi di visione ed era rifornita da un proprio magazzino munizioni sottostante, con una capienza inferiore ai 200 proietti. Dopo essere stati preparati, erano inviati ai serventi nella camera di combattimento grazie a due paranchi meccanici, permettendo più rapidi tempi di ricarica e un fuoco più sostenuto. Ogni gruppo torre-barbetta era operato da una dozzina di uomini. Allo scopo di dirigere al meglio il fuoco dei cannoni, gli Akizuki furono dotati di due direttori del tiro Type 94, quanto di più avanzato poteva offrire l'industria bellica giapponese in fatto di punteria. Uno fu piazzato sul tetto del ponte di comando (per la coppie anteriori di Type 98), l'altro fu fissato alla tuga, in modo da sporgere oltre la torre sopraelevata numero tre.

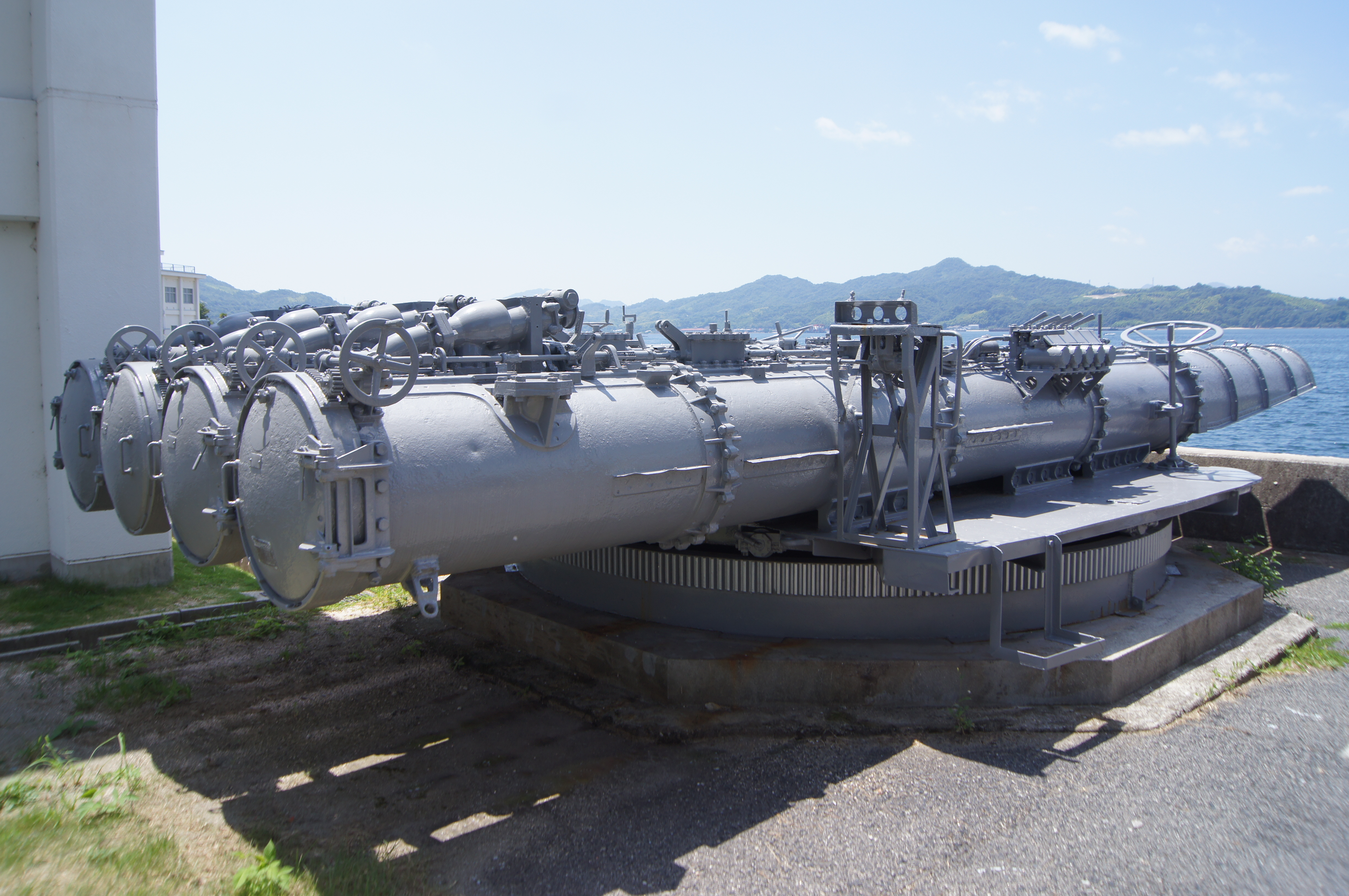
L'impianto Type 92 a quattro tubi, ottimizzato per l'impiego del siluro Type 93: gli Akizuki ne ebbero uno solo, discostandosi dalla tradizionale pratica giapponese

Gli Akizuki possedevano un ridotto armamento silurante. Una singola installazione quadrinata Type 92 da 610 mm fu piazzata tra il fumaiolo e la tuga, comunque completa di una ricarica per un totale di otto siluri a bordo. Gli impianti adoperavano il noto Type 93, introdotto con la classe Hatsuharu. Sviluppato nella prima metà degli anni trenta, si trattava di un siluro propulso a ossigeno puro, il che garantiva grande autonomia, notevole spinta e anche una scarsa scia di bolle, molto più evidente se si adoperava l'aria compressa come propellente. Il Type 93 era lungo circa 9 metri e pesava 2700 chili, compresa la testata di guerra da 490 chili di alto esplosivo, di gran lunga maggiore rispetto a quella in uso sul Mark 15 statunitense; poteva essere lanciato alla velocità di 48, 40 o 36 nodi e raggiungere rispettivamente una portata di 20000, 32000 e 40000 metri. Anche in questi casi il Type 93 rivelò di avere un raggio d'azione superiore alle armi americane e, in generale, rimase insuperato sino alla conclusione della seconda guerra mondiale. L'affusto Type 92 era scudato, brandeggiabile grazie a motori elettrici incorporati ed era servito da un sistema di ricarica rapido, capace di inserire nei tubi nuovi siluri in 17 secondi cadauno. Gli ordigni di riserva erano conservati sul ponte di coperta in un magazzino apposito, costruito a babordo della tuga e subito dietro al lanciatore. I serventi ai lanciasiluri prendevano ordini direttamente dagli ufficiali in plancia, alla quale erano collegati mediante telefono, ma non era più presente il telemetro Type 14 solitamente assegnato a tali armi.
Abbastanza curiosamente, data la loro natura di navi contraeree, questi cacciatorpediniere mantennero le due sole coppie di cannoni automatici Type 96 da 25 mm L/60, tipiche dei Kagero e degli Yugumo. Ognuna era sistemata su una piattaforma sopraelevata, collegate grazie a un camminamento sospeso che passava al di sopra delle volate dei tubi lanciasiluri e a fianco del radiogoniometro. I Type 96 erano afflitti da alcuni problemi, quali ad esempio le vibrazioni e le esagerate vampate durante le operazioni di sparo, oppure la necessità di cambiare i poco capienti caricatori; considerata la rapida evoluzione dell'aeronautica militare durante la seconda guerra mondiale, divennero progressivamente sempre più inefficaci. Le armi per la lotta antisommergibile erano concentrate nel giardinetto ed erano state decisamente aumentate nel numero: cinquantaquattro cariche di profondità, impiegabili mediante due lanciatori Type 94. Per localizzare i bersagli subacquei gli Akizuki continuarono a usare il sonar Type 93.

## Costruzione

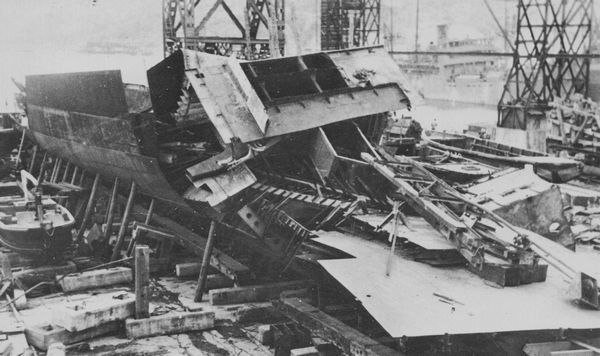
Il Michitsuki, tredicesimo esemplare della classe, non fu mai completato

La classe Akizuki fu ordinata in contemporanea alla classe Yugumo. Un primo lotto di sei esemplari fu inserito nel programma navale del 1939 e i costi furono distribuiti nell'anno fiscale omonimo; altri dieci furono previsti per il programma e l'anno fiscale del 1941 ma, di questi, ne furono effettivamente completati e consegnati sei. Allo scopo di contenere i costi e velocizzare alcune fasi del processo produttivo, le unità «nelle fasi avanzate della guerra» furono costruite secondo una variante semplificata del progetto iniziale; in particolare fu accentuato l'angolo acuto di incidenza della prua e la carena a poppa assunse linee più squadrate. Poiché la classe raccolse ottimi giudizi, per il 1942 furono richiesti altri sedici esemplari e, subito dopo, lo stato maggiore pianificò altre ventidue cacciatorpediniere. Secondo un'altra fonte, invece, il programma e l'anno fiscale del 1942 dovevano includere nove esemplari (numeri di scafo 777-785) e un secondo programma di costruzioni d'emergenza ne previde altri ventitré (numeri 5061-5083). In ogni caso tutte queste unità rimasero lettera morta e, per la gran parte, non furono scelti né nomi né aziende costruttrici. Il Giappone, infatti, era arrivato quasi alla massima capacità produttiva già nel 1942 e cominciava a soffrire di carenze di materiali e di personale; un progetto costoso e complesso come era la classe Akizuki non era più sostenibile in un contesto di guerra totale.
Cinque degli Akizuki furono forniti dallo zaibatsu Mitsubishi, che li assemblò nei cantieri navali di Nagasaki; quattro furono appaltati all'arsenale navale di Maizuru e due altri all'arsenale di Sasebo. L'ultimo esemplare fu commissionato alla ditta Uraga, nella prefettura di Tokyo. Le navi furono impostate tra il luglio 1940 e il maggio 1944, varate tra il luglio 1941 e il dicembre 1944 e completate tra il giugno 1942 e l'aprile 1945. Anche la settima unità del secondo lotto fu impostata a Sasebo il 3 gennaio 1945: battezzata Michitsuki, appena due mesi più tardi fu abbandonata sullo scalo e lo scafo, incompleto, fu demolito nel 1948. Altri tre gemelli dal programma del 1941, il Kiyotsuki ("Luna trasparente"), l'Ozuki ("Luna piena") e lo Hazuki furono sì ordinati ma mai impostati.

## Unità
| Nome       | Cantiere              | Impostazione     | Varo              | Completamento         | Destino finale |
| ---------- | --------------------- | ---------------- | ----------------- | --------------------- | --- |
| Akizuki    | Maizuru               | 30 luglio 1940   | 2 luglio 1941     | 11 o 13 giugno 1942   | Affondato il 25 ottobre 1944 nella battaglia del Golfo di Leyte (20°29′N 126°30′E)                                               |
| Teruzuki   | Mitsubishi (Nagasaki) | 13 novembre 1940 | 21 novembre 1941  | 31 agosto 1942        | Affondato il 12 dicembre 1942 da una motosilurante a Kamimbo, punta nord-occidentale di Guadalcanal (coordinate non disponibili) |
| Suzutsuki  | Mitsubishi (Nagasaki) | 15 marzo 1941    | 4 o 9 marzo 1942  | 20 o 29 dicembre 1942 | Consegnato danneggiato nell'agosto 1945, demolito in seguito                                                                     |
| Hatsuzuki  | Maizuru               | 25 luglio 1941   | 3 aprile 1942     | 29 dicembre 1942      | Affondato il 25 ottobre 1944 nella battaglia del Golfo di Leyte (20°24′N 126°20′E)                                               |
| Niizuki    | Mitsubishi (Nagasaki) | 8 dicembre 1941  | 29 giugno 1942    | 31 marzo 1943         | Affondato il 6 luglio 1943 nella battaglia del Golfo di Kula (7°49′S 157°10′E)                                                   |
| Wakatsuki  | Mitsubishi (Nagasaki) | 9 marzo 1942     | 24 novembre 1942  | 31 maggio 1943        | Affondato l'11 novembre 1944 da attacco aereo a sud di Ormoc (10°50′N 124°35′E)                                                  |
| Shimotsuki | Mitsubishi (Nagasaki) | 6 luglio 1942    | 7 aprile 1943     | 31 marzo 1944         | Affondato il 25 novembre 1944 da un sommergibile a est-nord-est di Singapore (2°21′N 107°20′E)                                   |
| Fuyuzuki   | Maizuru               | 8 maggio 1943    | 20 gennaio 1944   | 25 maggio 1944        | Gravemente danneggiato il 20 agosto 1945 da una mina, demolito nel 1948                                                          |
| Harutsuki  | Sasebo                | 23 dicembre 1943 | 3 agosto 1944     | 28 dicembre 1944      | Ceduto all'Unione Sovietica il 28 agosto 1947                                                                                    |
| Yoizuki    | Uraga (Tokyo)         | 25 agosto 1943   | 25 settembre 1944 | 31 gennaio 1945       | Ceduto alla Repubblica nazionalista cinese il 29 agosto 1947                                                                     |
| Hanazuki   | Maizuru               | 10 febbraio 1944 | 10 ottobre 1944   | 26 dicembre 1944      | Ceduto agli Stati Uniti d'America il 28 agosto 1947                                                                              |
| Natsuzuki  | Sasebo                | 1º maggio 1944   | 2 dicembre 1944   | 8 aprile 1945         | Ceduto al Regno Unito il 3 settembre 1947                                                                                        |

## Modifiche al progetto

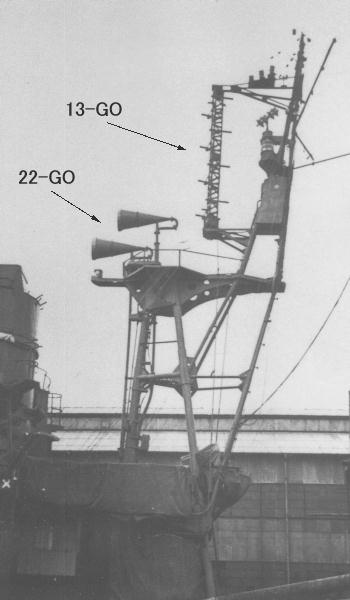
I radar Type 22 e Type 13 dellHarutsuki, secondo la sistemazione tipica dell'ultimo anno di guerra: la classe fu dotata di tre diversi congegni di scoperta

Nel corso della costruzione dei primi Akizuki le ostilità contro gli Alleati, e la durissima campagna per il possesso di Guadalcanal, resero evidente allo stato maggiore e agli uffici tecnici della Marina imperiale che gli attacchi aerei si erano rivelati di gran lunga il pericolo più grave per le navi e in specie per i cacciatorpediniere, intensivamente utilizzati. Fu pertanto ordinato di potenziare la contraerea delle unità appena immesse in servizio, così come di quelle ancora in costruzione: la decisione arrivò troppo tardi per il Teruzuki. Dall'inizio del 1943 le due coppie di Type 96 furono rimpiazzate con installazioni triple e altre due furono piazzate all'altezza del fumaiolo, ciascuna su una rispettiva piattaforma rialzata; con tali potenziamenti andò perduto il Niizuki. Nel corso dell'anno i cantieri avvisarono che la carenza di direttori del tiro Type 94 avrebbe forzato ad assegnarne uno solo agli Akizuki venturi, perciò fu deciso di rimpiazzare il Type 94 di poppa con un quinto impianto triplo di cannoni da 25 mm, a cominciare dal Fuyuzuki: la modifica interessò alla fine tutti gli esemplari, man mano che ruotavano nei porti giapponesi. Tra la fine del 1944 e l'inizio del 1945 comparvero una sesta e una settima installazione tripla di Type 96 ai fianchi della torre di comando. In ultimo, date le dimensioni dello scafo, i tecnici degli arsenali piazzarono sino a venti pezzi su affusto singolo, portando il totale di bocche da fuoco da 25 mm a quarantuno: il Fuyuzuki, l'Hanazuki, il Natsuzuki e lo Yoizuki (più il Suzutsuki del primo gruppo) arrivarono alla fine della guerra con questo armamentario. I quattro esemplari perduti nell'ottobre-novembre 1944, invece, erano tutti dotati di cinque impianti tripli di Type 96 e un numero variabile di cannoni in postazione singola – l'Hatsuzuki giunse a possederne ben ventiquattro.

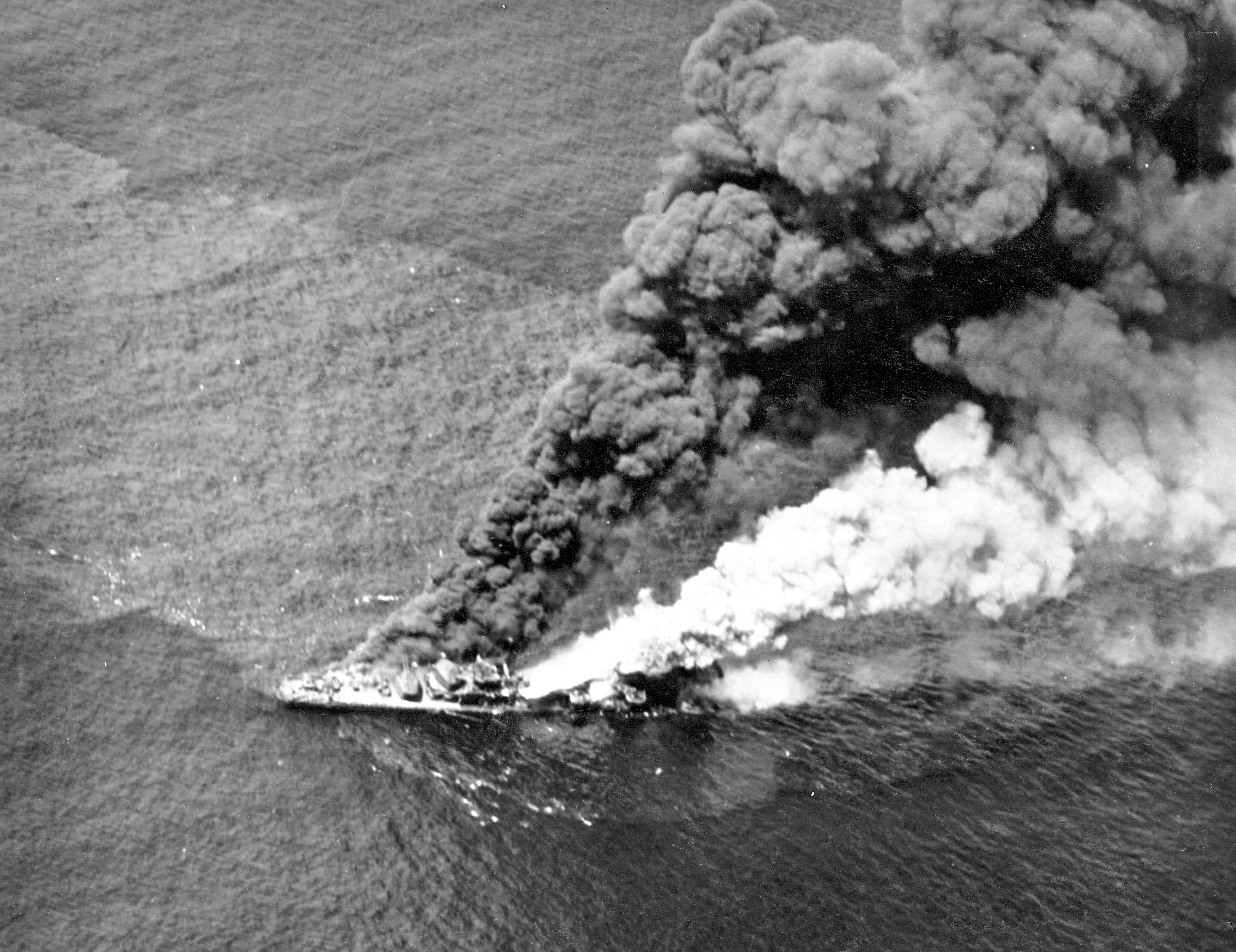
Il Wakatsuki, devastato e in fiamme, affonda nella baia di Ormoc

I cacciatorpediniere di questa classe furono i primi, nella Marina imperiale, a essere dotati di apparecchiature elettroniche in corso di produzione, ancorché a partire dal Suzutsuki. L'albero tripode di trinchetto fu irrobustito, cambiato nella struttura superiore e alla sommità fu aggiunta una piattaforma per ospitare l'apparato radar selezionato: il Type 21, un grosso congegno caratterizzato da una squadrata antenna a graticcio o "a materasso" e pensato per l'individuazione aerea. Fu ricevuto anche dall'Akizuki e fu utilizzato fino allo Shimotsuki compreso. Il Type 21 aveva una portata massima di 172 chilometri ma, come raggio effettivo, poteva localizzare un singolo aereo fino a 69 chilometri circa e uno stormo a circa 100 chilometri; in generale era una macchina poco affidabile e dalle prestazioni modeste, se non mediocri. Pertanto, a cominciare dal Fuyuzuki, la piattaforma fu occupata dal più efficace radar Type 22, rivolto in particolare a tracciare bersagli di superficie. L'apparecchio presentava due antenne, aveva un raggio massimo di poco meno di 70 chilometri ed era capace di individuare bersagli grandi come una nave da battaglia fino a 35 chilometri: tuttavia non era abbastanza accurato per fornire dati sicuri all'artiglieria durante un combattimento. Gli operatori trovavano posto in un piccolo ambiente costruito al di sotto della piattaforma. La ricerca aerea era stata affidata a un radar Type 13, agganciato alla cima dell'albero tripode di maestra e distribuito a tutti gli Akizuki a cominciare dall'inizio del 1944. Somigliava a una lunga antenna "a pioli", era in grado di localizzare un aereo solitario entro 58 chilometri circa e una formazione a 100 chilometri circa dalla nave. La massima portata era di oltre 170 chilometri. Le ultime cinque unità integrarono un secondo Type 13 sull'albero di trinchetto, sopra al Type 22.
Nel corso delle ostilità le navi incrementarono le bombe di profondità disponibili a settantadue e gli esemplari entrati in servizio «più avanti nella guerra» ebbero anche due pedane assicurate ai lati del rotondo di poppa, dalle quali far rotolare in mare gli ordigni.